# Rolan De la Cruz
Rolan de la Cruz Biojó (Tumaco, Colombia; 3 de octubre de 1984) es un exfutbolista colombiano naturalizado ecuatoguineano que jugaba de mediocampista.
En 2013, contrajo malaria en Guinea Ecuatorial. Sobrevivió y decidió retirarse. En la actualidad, trabaja como publicista de una empresa afrocolombiana.
De los casi 20 futbolistas colombianos que se han nacionalizado en Guinea Ecuatorial para poder jugar con la selección tan solo Danny Quendambú y él tienen comprobada 100% su ascendencia africana, que no es particularmente ecuatoguineana sino africana en general, descendientes de los esclavos africanos llevados a América.
En octubre de 2023 fue capturado y acusado por narcotráfico. 
El 1 de marzo de 2024 Roland de la Cruz fue capturado y extraditado hacia los Estados Unidos donde una corte de Texas lo requiere por delitos de narcotrafico donde aparentemente administraba una empresa de cítricos que servía como fachada para el envío de alcaloides con rumbo hacia Norteamérica por Centroamérica.

## Selección nacional
Es descendiente del esclavo Benkos Biohó, pero éste tenía sus orígenes en Guinea-Bisáu, excolonia portuguesa y no en Guinea Ecuatorial, excolonia española. Se nacionalizó, no obstante, en este último país; a cambio de 200.000 dólares, el monto de dinero que los responsables del fútbol ecuatoguineano le ofrecen a todos los jugadores que desean naturalizarse.
Estuvo con Guinea Ecuatorial en un partido amistoso contra Camerún, jugado el 11 de octubre de 2011 en Malabo. Otros dos jugadores de origen afrocolombiano (Danny Quendambú y Fernelly Castillo) estuvieron en esa convocatoria del país hispanoafricano. Fue el único colombiano que quedó en la lista final de Guinea Ecuatorial para la Copa Africana de Naciones de 2012, llegando a debutar en dicha competición en el segundo tiempo del tercer partido del Grupo A, perdido contra los eventuales campeones de Zambia.

## Clubes
| Club                   | País              | Año       |
| ---------------------- | ----------------- | --------- |
| Deportivo Cali         | Colombia          | 2005-2006 |
| Deportivo Pasto        | Colombia          | 2007      |
| Independiente Santa Fe | Colombia          | 2007      |
| Cortuluá               | Colombia          | 2008      |
| Árabe Unido            | Panamá            | 2010      |
| Fortaleza CEIF         | Colombia          | 2011-2012 |
| The Panthers           | Guinea Ecuatorial | 2013      |